# Michael McDonald (atleta)
Michael McDonald (Jamaica, 17 de marzo de 1975) es un atleta jamaicano, especializado en la prueba de 4x400 m, en la que llegó a ser dos veces subcampeón del mundo en 1995 y 1999, y una vez subcampeón olímpico en 2000.

## Carrera deportiva
En el Mundial de Gotemburgo 1995 ganó la medalla de plata en 4x400 metros, tras Estados Unidos y por delante de Nigeria, y siendo sus compañeros de equipo: Davian Clarke, Danny McFarlane y Greg Haughton.
Cuatro años más tarde, en el Mundial de Sevilla 1999, volvió a ganar la plata, tras Polonia y por delante de Sudáfrica, siendo sus compañeros de equipo los mismos que en la ocasión anterior: Greg Haughton, Danny McFarlane y Davian Clarke.
Y en las Olimpiadas de Sídney 2000 volvió a ganar la plata, esta vez tras Nigeria y por delante de Bahamas.